# Gabriele Colonna di Cesarò
Calogero Gabriele Colonna duca di Cesarò, di Santa Maria dei Maniaci, marchese di Fiumedinisi, barone di Joppolo, del Godrano e di Fiumedinisi, signore di Joppolo (Joppolo Giancaxio, 30 aprile 1841 – Livorno, 8 luglio 1878) è stato un politico italiano.

## Biografia
Giovanissimo fu incarcerato dai Borbone insieme al padre, il duca Giovanni Colonna Romano Filingeri (futuro senatore), durante i moti in Sicilia del 1860 in seguito alla spedizione dei Mille. Nel 1876 si sposò con la baronessa Emmelina Sonnino (sorella di Sidney Sonnino).
Fu eletto nel dicembre 1870 deputato alla Camera del Regno nel collegio di Aragona nella XI, e confermato nella XII e XIII legislatura per la Sinistra storica. Morì prematuramente a soli 36 anni, lasciando il figlio di pochi mesi Giovanni Antonio Colonna di Cesarò, futuro Ministro delle poste del Regno d'Italia.
Sua la palazzina in Corso Calatafimi a Palermo, angolo via Pindemonte, decorata intorno al 1868 dall'architetto Giovan Battista Palazzotto, e, in seguito, sede del Boccone del Povero.

## Ascendenza
|                                                        |   |                                              | Genitori                                                      |  |  | Nonni |  |  | Bisnonni                                               |  |  | Trisnonni                                               |  |
|                                                        |   |                                              |                                                               |  |  |       |  |  | 8. Giovanni Antonio Colonna Romano, III duca di Cesarò |  |  | 16. Calogero Gabriele Colonna Romano, II duca di Cesarò |  |
|                                                        |   |                                              |                                                               |  |  |       |  |  | 8. Giovanni Antonio Colonna Romano, III duca di Cesarò |  |  | 16. Calogero Gabriele Colonna Romano, II duca di Cesarò |  |
|                                                        |   | 17. Melchiorra Ventimiglia                   |                                                               |  |  |       |  |  | 8. Giovanni Antonio Colonna Romano, III duca di Cesarò |  |  |                                                         |  |
| 4. Calogero Gabriele Colonna Romano, IV duca di Cesarò |   |                                              |                                                               |  |  |       |  |  | 8. Giovanni Antonio Colonna Romano, III duca di Cesarò |  |  |                                                         |  |
|                                                        |   | 9. Eleonora Requesens                        | 18. Giuseppe Antonio de Requesens, VI principe di Pantelleria |  |  |       |  |  |                                                        |  |  |                                                         |  |
|                                                        |   | 9. Eleonora Requesens                        | 18. Giuseppe Antonio de Requesens, VI principe di Pantelleria |  |  |       |  |  |                                                        |  |  |                                                         |  |
|                                                        |   | 9. Eleonora Requesens                        | 19. Maddalena Branciforte                                     |  |  |       |  |  |                                                        |  |  |                                                         |  |
| 2. Giovanni Colonna Romano, V duca di Cesarò           |   | 9. Eleonora Requesens                        |                                                               |  |  |       |  |  |                                                        |  |  |                                                         |  |
|                                                        |   | 10. Bernardo Filangieri, V principe di Mirto | 20. Giuseppe Antonio Filangieri                               |  |  |       |  |  |                                                        |  |  |                                                         |  |
|                                                        |   | 10. Bernardo Filangieri, V principe di Mirto | 20. Giuseppe Antonio Filangieri                               |  |  |       |  |  |                                                        |  |  |                                                         |  |
|                                                        |   | 10. Bernardo Filangieri, V principe di Mirto | 21. Rosalia Giuseppa Montaperto                               |  |  |       |  |  |                                                        |  |  |                                                         |  |
| 5. Girolama Filangeri                                  |   | 10. Bernardo Filangieri, V principe di Mirto |                                                               |  |  |       |  |  |                                                        |  |  |                                                         |  |
|                                                        |   | 11. Vittoria Alliata                         | 22. Giuseppe Letterio Alliata, principe di Buccheri           |  |  |       |  |  |                                                        |  |  |                                                         |  |
|                                                        |   | 11. Vittoria Alliata                         | 22. Giuseppe Letterio Alliata, principe di Buccheri           |  |  |       |  |  |                                                        |  |  |                                                         |  |
|                                                        |   | 11. Vittoria Alliata                         | 23. Felicia Colonna di Paliano                                |  |  |       |  |  |                                                        |  |  |                                                         |  |
| 1. Gabriele Colonna Romano, VI duca di Cesarò          |   | 11. Vittoria Alliata                         |                                                               |  |  |       |  |  |                                                        |  |  |                                                         |  |
|                                                        | … | …                                            |                                                               |  |  |       |  |  |                                                        |  |  |                                                         |  |
|                                                        | … | …                                            |                                                               |  |  |       |  |  |                                                        |  |  |                                                         |  |
|                                                        | … | …                                            |                                                               |  |  |       |  |  |                                                        |  |  |                                                         |  |
| 6. Francesco De Gregorio, marchese di Poggiogregorio   | … |                                              |                                                               |  |  |       |  |  |                                                        |  |  |                                                         |  |
|                                                        |   | …                                            | …                                                             |  |  |       |  |  |                                                        |  |  |                                                         |  |
|                                                        |   | …                                            | …                                                             |  |  |       |  |  |                                                        |  |  |                                                         |  |
|                                                        |   | …                                            | …                                                             |  |  |       |  |  |                                                        |  |  |                                                         |  |
| 3. Maria Giuseppa De Gregorio                          |   | …                                            |                                                               |  |  |       |  |  |                                                        |  |  |                                                         |  |
|                                                        |   | 14. Vincenzo Alliata, duca di Saponara       | 28. Giuseppe Letterio Alliata, principe di Buccheri (= 22)    |  |  |       |  |  |                                                        |  |  |                                                         |  |
|                                                        |   | 14. Vincenzo Alliata, duca di Saponara       | 28. Giuseppe Letterio Alliata, principe di Buccheri (= 22)    |  |  |       |  |  |                                                        |  |  |                                                         |  |
|                                                        |   | 14. Vincenzo Alliata, duca di Saponara       | 29. Felicia Colonna di Paliano (= 23)                         |  |  |       |  |  |                                                        |  |  |                                                         |  |
| 7. Maria Felicia Alliata, duchessa di Saponara         |   | 14. Vincenzo Alliata, duca di Saponara       |                                                               |  |  |       |  |  |                                                        |  |  |                                                         |  |
|                                                        |   | 15. Paola Stagno                             | 30. Giuseppe Stagno, principe di Montesalso                   |  |  |       |  |  |                                                        |  |  |                                                         |  |
|                                                        |   | 15. Paola Stagno                             | 30. Giuseppe Stagno, principe di Montesalso                   |  |  |       |  |  |                                                        |  |  |                                                         |  |
|                                                        |   | 15. Paola Stagno                             | …                                                             |  |  |       |  |  |                                                        |  |  |                                                         |  |
|                                                        |   | 15. Paola Stagno                             |                                                               |  |  |       |  |  |                                                        |  |  |                                                         |  |